# Liste des oiseaux du Brésil
Ci-dessous est une liste des oiseaux endémiques ou quasi-endémiques du Brésil.
| Nom                           | Famille         | Répartition                                        | Statut UICN | Image |
| ----------------------------- | --------------- | -------------------------------------------------- | ----------- | ----- |
| Ada noir                      | Tyrannidae      | est                                                |             |       |
| Ada du Sao Francisco          | Tyrannidae      | Cerrado                                            |             |       |
| Alapi du Bahia                | Thamnophilidae  | est                                                |             |       |
| Alapi barbu                   | Thamnophilidae  | Forêt atlantique                                   |             |       |
| Alapi cuirassé                | Thamnophilidae  | Forêt atlantique                                   |             |       |
| Alapi écaillé                 | Thamnophilidae  | Forêt atlantique                                   |             |       |
| Alapi à face rousse           | Thamnophilidae  | Forêt amazonienne : rive droite avale de l'Amazone |             |       |
| Alapi d'Humaita               | Thamnophilidae  | Forêt amazonienne                                  |             |       |
| Alapi noir                    | Thamnophilidae  | Forêt atlantique (nord)                            |             |       |
| Alapi de Rondon               | Thamnophilidae  | Forêt amazonienne (ouest)                          |             |       |
| Alapi de Spix                 | Thamnophilidae  | Forêt amazonienne                                  |             |       |
| Amazone aourou                | Psittacidae     | répandu                                            |             |       |
| Amazone à diadème             | Psittacidae     | Forêt amazonienne : region de Manaus               |             |       |
| Amazone à face jaune          | Psittacidae     | Cerrado                                            |             |       |
| Amazone à front bleu          | Psittacidae     | répandu                                            |             |       |
| Amazone à front jaune         | Psittacidae     | Forêt amazonienne                                  |             |       |
| Amazone à joues bleues        | Psittacidae     | Forêts côtières de la Serra do Mar (pt)            |             |       |
| Amazone de Kawall             | Psittacidae     | Forêt amazonienne                                  |             |       |
| Amazone à sourcils rouges     | Psittacidae     | Forêt atlantique                                   |             |       |
| Amazone tavoua                | Psittacidae     | Forêt amazonienne (rivages fluviaux)               |             |       |
| Anabasitte à pattes roses     | Furnariidae     | Forêt atlantique (centre-nord)                     |             |       |
| Anabate d'Alagoas             | Furnariidae     | Forêt atlantique (nord)                            |             |       |
| Anabate à col blanc           | Furnariidae     | Forêt atlantique                                   |             |       |
| Anabate cryptique             | Furnariidae     | Forêt atlantique (nord)                            |             |       |
| Anabate à sourcils blancs     | Furnariidae     | Forêt atlantique                                   |             |       |
| Antriade verdâtre             | Tityridae       | répandu                                            |             |       |
| Ara bleu                      | Psittacidae     | répandu                                            |             |       |
| Ara hyacinthe                 | Psittacidae     | Cerrado et Pantanal                                |             |       |
| Ara d'Illiger                 | Psittacidae     | répandu                                            |             |       |
| Ara de Lear                   | Psittacidae     | Caatinga                                           |             |       |
| Ara macavouanne               | Psittacidae     | centre/ouest                                       |             |       |
| Ara noble                     | Psittacidae     | répandu                                            |             |       |
| Ara de Spix                   | Psittacidae     | nord-est                                           |             |       |
| Araçari multibande            | Ramphastidae    | Forêt amazonienne                                  |             |       |
| Araçari vert                  | Ramphastidae    | Forêt amazonienne                                  |             |       |
| Attila à tête grise           | Tyrannidae      | Forêt atlantique                                   |             |       |
| Barbacou à face rousse        | Picidae         | Forêt amazonienne                                  |             |       |
| Batara à ailes rousses        | Thamnophilidae  | répandu                                            |             |       |
| Batara d'Amazonie             | Thamnophilidae  | Forêt amazonienne                                  |             |       |
| Batara à dos roux             | Thamnophilidae  | Forêts côtières de Serra do Mar                    |             |       |
| Batara à joues argent         | Thamnophilidae  | nord-est                                           |             |       |
| Batara luisant                | Thamnophilidae  | Forêt amazonienne                                  |             |       |
| Batara moucheté               | Thamnophilidae  | Forêt atlantique                                   |             |       |
| Batara de Natterer            | Thamnophilidae  | Forêt amazonienne                                  |             |       |
| Batara de Pelzeln             | Thamnophilidae  | centre/nord-est                                    |             |       |
| Batara plombé                 | Thamnophilidae  | Forêt atlantique                                   |             |       |
| Batara du Rondonia            | Thamnophilidae  | Forêt amazonienne (centre)                         |             |       |
| Batara de Sooretama           | Thamnophilidae  | Forêt atlantique                                   |             |       |
| Buse lacernulée               | Accipitridae    | Forêt atlantique                                   |             |       |
| Cabézon du Brésil             | Capitonidae     | Forêt amazonienne                                  |             |       |
| Cabézon à poitrine brune      | Capitonidae     | Forêt amazonienne                                  |             |       |
| Cabézon à poitrine d'or       | Capitonidae     | Forêt amazonienne                                  |             |       |
| Cacholote roux                | Furnariidae     | Caatinga                                           |             |       |
| Caïque chauve                 | Psittacidae     | Forêt amazonienne                                  |             |       |
| Caïque mitré                  | Psittacidae     | Forêt atlantique (sud)                             |             |       |
| Caïque à queue courte         | Psittacidae     | Forêt amazonienne (rivages fluviaux)               |             |       |
| Calandrite du Bahia           | Tyrannidae      | Caatinga                                           |             |       |
| Calliste de Desmarest         | Thraupidae      | Forêt atlantique                                   |             |       |
| Calliste à dos noir           | Thraupidae      | Forêts côtières de Serra do Mar (sud)              |             |       |
| Calliste superbe              | Thraupidae      | Forêt atlantique (nord)                            |             |       |
| Calliste à ventre bleu        | Thraupidae      | Forêt atlantique                                   |             |       |
| Campyloptère calcicole        | Trochilidae     | est                                                |             |       |
| Campyloptère de Diamantina    | Trochilidae     | Serra do Espinhaço                                 |             |       |
| Canard amazonette             | Anatidae        | répandu                                            |             |       |
| Cariama huppé                 | Cariamidae      | répandu                                            |             |       |
| Carouge de Forbes             | Icteridae       | est (aire dissoute)                                |             |       |
| Carouge de Spix               | Icteridae       | Caatinga                                           |             |       |
| Carouge unicolore             | Icteridae       | répandu                                            |             |       |
| Casiorne à dos brun           | Tyrannidae      | nord-est                                           |             |       |
| Chardonneret de Yarrell       | Fringillidae    | sud-est                                            |             |       |
| Charitospize charbonnier      | Thraupidae      | Cerrado                                            |             |       |
| Chevêchette des Moore         | Strigidae       | Forêt atlantique (nord)                            |             |       |
| Chipiu à croupion roux        | Thraupidae      | Forêt atlantique                                   |             |       |
| Chipiu à poitrine baie        | Thraupidae      | Forêt atlantique (sud)                             |             |       |
| Chipiu à tête cendrée         | Thraupidae      | Cerrado                                            |             |       |
| Cinclode à longue queue       | Furnariidae     | Forêt atlantique (sud) & serra do Espinhaço        |             |       |
| Colibri de Delalande          | Trochilidae     | Forêt atlantique                                   |             |       |
| Colibri hirondelle            | Trochilidae     | répandu                                            |             |       |
| Colibri aux huppes d'or       | Trochilidae     | répandu                                            |             |       |
| Colibri lumachelle            | Trochilidae     | Bahia                                              |             |       |
| Colibri médiastin             | Trochilidae     | répandu                                            |             |       |
| Colibri rubis-émeraude        | Trochilidae     | Forêt atlantique                                   |             |       |
| Colibri superbe               | Trochilidae     | Bahia & Minas Gerais                               |             |       |
| Colibri vert et gris          | Trochilidae     | est                                                |             |       |
| Colombe à longue queue        | Columbidae      | Cerrado                                            |             |       |
| Colombe aux yeux bleus        | Columbidae      | Cerrado                                            |             |       |
| Conopophage capucin           | Conopophagidae  | nord                                               |             |       |
| Conopophage du Ceara          | Conopophagidae  | Ceará                                              |             |       |
| Conopophage à joues noires    | Conopophagidae  | Forêt atlantique                                   |             |       |
| Conopophage de Snethlage      | Conopophagidae  | Forêt amazonienne                                  |             |       |
| Conopophage à ventre noir     | Conopophagidae  | Forêt amazonienne                                  |             |       |
| Conure de Bonaparte           | Psittacidae     | Forêt amazonienne (ouest)                          |             |       |
| Conure des cactus             | Psittacidae     | Caatinga                                           |             |       |
| Conure couronnée              | Psittacidae     | répandu                                            |             |       |
| Conure de Deville             | Psittacidae     | Pantanal                                           |             |       |
| Conure dorée                  | Psittacidae     | nord                                               |             |       |
| Conure de Hellmayr            | Psittacidae     | Forêt amazonienne (nord-est)                       |             |       |
| Conure jandaya                | Psittacidae     | Caatinga                                           |             |       |
| Conure leucotique             | Psittacidae     | Forêt atlantique                                   |             |       |
| Conure perlée                 | Psittacidae     | Forêt amazonienne (est)                            |             |       |
| Conure de Pfrimer             | Psittacidae     | Caatinga                                           |             |       |
| Conure à poitrine grise       | Psittacidae     | Ceará                                              |             |       |
| Conure tiriba                 | Psittacidae     | Forêt atlantique                                   |             |       |
| Conure à ventre rouge         | Psittacidae     | Forêt amazonienne                                  |             |       |
| Conure de Vieillot            | Psittacidae     | est                                                |             |       |
| Coquette chalybée             | Trochilidae     | Forêt atlantique                                   |             |       |
| Coquette de Gould             | Trochilidae     | centre                                             |             |       |
| Coquette magnifique           | Trochilidae     | répandu                                            |             |       |
| Cordon-noir à col roux        | Melanopareiidae | Cerrado                                            |             |       |
| Corythopis de Delalande       | Tyrannidae      | répandu                                            |             |       |
| Cotinga à ailes grises        | Cotingidae      | Serra dos Órgãos                                   |             |       |
| Cotinga coqueluchon           | Cotingidae      | Forêt atlantique                                   |             |       |
| Cotinga cordon-bleu           | Cotingidae      | Forêt atlantique (nord)                            |             |       |
| Cotinga noir                  | Cotingidae      | Serra do Mar                                       |             |       |
| Cotinga porphyrion            | Cotingidae      | Forêt atlantique                                   |             |       |
| Cotinga à queue blanche       | Cotingidae      | Forêt amazonienne (nord-est)                       |             |       |
| Cotinga roitelet              | Cotingidae      | Serra dos Órgãos                                   |             |       |
| Cotinga à tête noire          | Cotingidae      | Forêt atlantique                                   |             |       |
| Crick à ventre bleu           | Psittacdae      | Forêt atlantique                                   |             |       |
| Dacnis à pattes noires        | Thraupidae      | Forêt atlantique                                   |             |       |
| Dacnis à ventre jaune         | Thraupidae      | Forêt amazonienne                                  |             |       |
| Donacobe à miroir             | Donacobiidae    | répandu                                            |             |       |
| Dryade de Waterton            | Trochilidae     | Forêt atlantique (nord)                            |             |       |
| Élénie de Noronha             | Tyrannidae      | Fernando de Noronha                                |             |       |
| Élénie olivâtre               | Tyrannidae      | répandu                                            |             |       |
| Élénie sordide                | Tyrannidae      | répandu                                            |             |       |
| Élénie verdâtre               | Tyrannidae      | répandu                                            |             |       |
| Embernagre du Brésil          | Thraupidae      | Cerrado                                            |             |       |
| Engoulevent du Bahia          | Caprimulgidae   | Bahia                                              |             |       |
| Engoulevent pygmée            | Caprimulgidae   | nord-est                                           |             |       |
| Engoulevent à traîne          | Caprimulgidae   | Forêt atlantique                                   |             |       |
| Ermite de De Filippi          | Trochilidae     | Forêt amazonienne                                  |             |       |
| Ermite de Dohrn               | Trochilidae     | Forêt atlantique (centre-nord)                     |             |       |
| Ermite eurynome               | Trochilidae     | Forêt atlantique                                   |             |       |
| Ermite de Gounelle            | Trochilidae     | Caatinga                                           |             |       |
| Ermite d'Idalie               | Trochilidae     | Forêt atlantique                                   |             |       |
| Ermite de Natterer            | Trochilidae     | centre                                             |             |       |
| Ermite de Prêtre              | Trochilidae     | répandu                                            |             |       |
| Ermite tacheté                | Trochilidae     | Forêt atlantique                                   |             |       |
| Ermite du Tapajos             | Trochilidae     | Forêt amazonienne (est)                            |             |       |
| Ermite terne                  | Trochilidae     | Forêt atlantique                                   |             |       |
| Fourmilier arlequin           | Thamnophilidae  | Forêt amazonienne (centre)                         |             |       |
| Fourmilier à face pâle        | Thamnophilidae  | Forêt amazonienne (centre)                         |             |       |
| Fourmilier fuligineux         | Thamnophilidae  | Forêt amazonienne (est)                            |             |       |
| Fourmilier à poitrine blanche | Thamnophilidae  | Forêt amazonienne                                  |             |       |
| Fourmilier du Xingu           | Thamnophilidae  | Forêt amazonienne (nord-est)                       |             |       |
| Fournier bridé                | Furnariidae     | nord                                               |             |       |
| Geai à calotte azur           | Corvidae        | Forêt amazonienne                                  |             |       |
| Geai à nuque blanche          | Corvidae        | centre/nord-est                                    |             |       |
| Géocoucou écaillé             | Cuculidae       | Forêt amazonienne (centre)                         | -           |       |
| Gobemoucheron de l'Inambari   | Polioptilidae   | Forêt amazonienne (centre)                         | -           |       |
| Grallaire de Natterer         | Grallariidae    | Forêt atlantique                                   |             |       |
| Grallaire du Para             | Grallariidae    | Forêt amazonienne (nord-est)                       | -           |       |
| Grallaire teguy               | Grallariidae    | nord-est                                           |             |       |
| Grallaire de Whittaker        | Grallariidae    | Forêt amazonienne                                  | -           |       |
| Grimpar atlantique            | Thamnophilidae  | Caatinga                                           |             |       |
| Grimpar à bec étroit          | Thamnophilidae  | répandu                                            |             |       |
| Grimpar à bec en faux         | Thamnophilidae  | Forêt atlantique                                   |             |       |
| Grimpar à calotte sombre      | Thamnophilidae  | Forêt amazonienne                                  |             |       |
| Grimpar écaillé               | Thamnophilidae  | est                                                |             |       |
| Grimpar à gorge blanche       | Thamnophilidae  | répandu                                            |             |       |
| Grimpar de Hoffmanns          | Thamnophilidae  | Forêt amazonienne                                  |             |       |
| Grimpar à moustaches          | Thamnophilidae  | Caatinga                                           |             |       |
| Grimpar ocellé                | Thamnophilidae  | Forêt amazonienne                                  |             |       |
| Grimpar des plateaux          | Thamnophilidae  | répandu                                            |             |       |
| Grimpar de Spix               | Thamnophilidae  | Forêt amazonienne (nord-est)                       |             |       |
| Grimpar uni                   | Thamnophilidae  | Forêt amazonienne                                  | -           |       |
| Grisin de Bananal             | Thamnophilidae  | Forêt amazonienne (est)                            |             |       |
| Grisin à bec étroit           | Thamnophilidae  | Forêt atlantique                                   |             |       |
| Grisin de Bertoni             | Thamnophilidae  | Forêt atlantique (sud)                             |             |       |
| Grisin du Brésil              | Thamnophilidae  | Forêt atlantique                                   |             |       |
| Grisin charbonnier            | Thamnophilidae  | Forêt amazonienne :                                |             |       |
| Grisin à coiffe noire         | Thamnophilidae  | Forêt atlantique (nord)                            |             |       |
| Grisin à collier              | Thamnophilidae  | nord-est                                           |             |       |
| Grisin à croupion ocre        | Thamnophilidae  | Forêt atlantique                                   |             |       |
| Grisin de Deville             | Thamnophilidae  | Amazonie (sud)                                     |             |       |
| Grisin à dos roux             | Thamnophilidae  | Forêt atlantique (centre)                          |             |       |
| Grisin écaillé                | Thamnophilidae  | Forêt atlantique                                   |             |       |
| Grisin à grand bec            | Thamnophilidae  | Cerrado                                            |             |       |
| Grisin de Grantsau            | Thamnophilidae  | Bahia : Serra do Espinhaço                         |             |       |
| Grisin du Manu                | Thamnophilidae  | répandu (aire dissoute)                            |             |       |
| Grisin des marais             | Thamnophilidae  | Forêt atlantique (sud)                             |             |       |
| Grisin mitré                  | Thamnophilidae  | répandu                                            |             | -     |
| Grisin des montagnes          | Thamnophilidae  | sud-est                                            |             |       |
| Grisin prédit                 | Thamnophilidae  | Forêt amazonienne                                  |             |       |
| Grisin à queue rousse         | Thamnophilidae  | Forêt atlantique                                   |             |       |
| Grisin rouilleux              | Thamnophilidae  | Forêt atlantique                                   |             |       |
| Grisin de Sellow              | Thamnophilidae  | Caatinga                                           |             |       |
| Grisin de Sick                | Thamnophilidae  | Forêt atlantique (nord)                            |             |       |
| Grisin de Stotz               | Thamnophilidae  | Forêt amazonienne                                  |             |       |
| Grisin à ventre noir          | Thamnophilidae  | répandu                                            |             |       |
| Grisin de Willis              | Thamnophilidae  | nord                                               |             |       |
| Haplospize unicolore          | Thraupidae      | Forêt atlantique                                   |             |       |
| Harle huppard                 | Anatidae        | centre/sud (aire dissoute)                         |             |       |
| Héron coiffé                  | Ardeidae        | répandu                                            |             |       |
| Hocco de Blumenbach           | Cracidae        | Forêt atlantique                                   |             |       |
| Hocco à face nue              | Cracidae        | répandu                                            |             |       |
| Hocco mitou                   | Cracidae        | Alagoas                                            |             |       |
| Iodopleure manakin            | Cotingidae      | Forêt atlantique                                   |             |       |
| Jacamar à joues bleues        | Galbulidae      | Forêt amazonienne                                  |             |       |
| Jacamar tridactyle            | Galbulidae      | Forêt atlantique                                   |             |       |
| Lanisome élégant              | Tityridae       | Forêt atlantique                                   |             |       |
| Manakin d'Araripe             | Pipridae        | Ceará                                              |             |       |
| Manakin de Bokermann          | Pipridae        | Ceará                                              |             |       |
| Manakin casqué                | Pipridae        | Cerrado                                            |             |       |
| Manakin doré                  | Pipridae        | Forêt amazonienne                                  |             |       |
| Manakin militaire             | Pipridae        | Forêt atlantique                                   |             |       |
| Manakin de Serra do Mar       | Pipridae        | Forêts côtières de Serra do Mar                    |             |       |
| Manakin à tête d'opale        | Pipridae        | Forêt amazonienne (nord-est)                       |             |       |
| Manakin tyran                 | Pipridae        | Forêt atlantique                                   |             |       |
| Manakin à ventre blanc        | Pipridae        | répandu (aire dissoute)                            |             |       |
| Martinet fuligineux           | Apodidae        | répandu                                            |             |       |
| Martinet de Sick              | Apodidae        | répandu                                            |             |       |
| Martinet à tête grise         | Apodidae        | répandu                                            |             |       |
| Mégasittine du Brésil         | Furnariidae     | Caatinga                                           |             |       |
| Merle à calotte grise         | Turdidae        | sud-est                                            |             |       |
| Merle à ventre roux           | Turdidae        | répandu                                            |             |       |
| Mérulaxe du Bahia             | Rhinocryptidae  | Bahia                                              |             |       |
| Mérulaxe de Brasilia          | Rhinocryptidae  | Cerrado                                            |             |       |
| Mérulaxe du Diamantina        | Rhinocryptidae  | Bahia                                              |             |       |
| Mérulaxe de Gonzaga           | Rhinocryptidae  | Bahia                                              |             |       |
| Mérulaxe herbicole            | Rhinocryptidae  | Forêt atlantique (sud)                             |             |       |
| Mérulaxe noir                 | Rhinocryptidae  | Forêt atlantique                                   |             |       |
| Mérulaxe de Pacheco           | Rhinocryptidae  | Région Sud                                         |             |       |
| Mérulaxe pétrophile           | Rhinocryptidae  | Serras de Espinhaço et Mantiqueira                 |             |       |
| Mérulaxe à poitrine blanche   | Rhinocryptidae  | Forêt atlantique                                   |             |       |
| Mérulaxe de Streseman         | Rhinocryptidae  | Bahia                                              |             |       |
| Mérulaxe souris               | Rhinocryptidae  | Forêt atlantique                                   |             |       |
| Microtyran oreillard          | Tyrannidae      | Forêt atlantique                                   |             |       |
| Moucherolle aquatique         | Tyrannidae      | répandu                                            |             |       |
| Moucherolle à dos noir        | Tyrannidae      | répandu                                            |             |       |
| Moucherolle à queue de pie    | Tyrannidae      | Forêt atlantique                                   |             |       |
| Moucherolle yétapa            | Tyrannidae      | sud                                                |             |       |
| Myrmidon deuil                | Thamnophilidae  | Forêt atlantique                                   |             |       |
| Myrmidon à gorge étoilée      | Thamnophilidae  | Forêt atlantique                                   |             |       |
| Myrmidon d'Ihering            | Thamnophilidae  | Forêt amazonienne                                  |             |       |
| Myrmidon de Klages            | Thamnophilidae  | Forêt amazonienne : Rio Branco et est de l'Amazone |             |       |
| Myrmidon du Madeira           | Thamnophilidae  | Forêt amazonienne                                  |             |       |
| Myrmidon à queue blanche      | Thamnophilidae  | Forêts côtières de Bahia                           |             |       |
| Myrmidon de Rio de Janeiro    | Thamnophilidae  | Serra dos Órgãos                                   | -           |       |
| Myrmidon de Salvadori         | Thamnophilidae  | Forêt atlantique                                   |             |       |
| Myrmidon de Snow              | Thamnophilidae  | forêts côtières de Pernambouc (en)                 |             |       |
| Myrmidon strié                | Thamnophilidae  | Forêt amazonienne                                  |             |       |
| Myrmidon unicolore            | Thamnophilidae  | Forêt atlantique                                   |             |       |
| Organiste à nuque bleue       | Fringillidae    | répandu                                            |             |       |
| Oriole des campos             | Icteridae       | nord-est                                           |             |       |
| Ortalide araucuan             | Cracidae        | Forêt atlantique (nord)                            |             |       |
| Ortalide à sourcils           | Cracidae        | nord                                               |             |       |
| Paroare de Baer               | Thraupidae      | Cerrado                                            |             |       |
| Paroare dominicain            | Thraupidae      | Caatinga                                           |             |       |
| Paruline bridée               | Parulidae       | Cerrado                                            |             |       |
| Pénélope à front blanc        | Cracidae        | Caatinga                                           |             |       |
| Pénélope péoa                 | Cracidae        | répandu                                            |             |       |
| Pénélope à poitrine rousse    | Cracidae        | Forêt amazonienne (nord-est)                       |             |       |
| Pénélope à ventre roux        | Cracidae        | Cerrado (aire dissoute)                            |             |       |
| Petit-duc à aigrettes longues | Strigidae       | Région Sud                                         |             |       |
| Petit-duc à mèches noires     | Strigidae       | Forêt atlantique                                   |             |       |
| Phibalure à queue fourchue    | Cotingidae      | répandu                                            |             |       |
| Piauhau à tête grise          | Cotingidae      | Forêt atlantique                                   |             |       |
| Pic casqué                    | Picidae         | Forêt atlantique (sud)                             |             |       |
| Pic dominicain                | Picidae         | répandu                                            |             |       |
| Pic d'O'Brien                 | Picidae         | Cerrado                                            |             |       |
| Pic ocré                      | Picidae         | nord-est                                           |             |       |
| Pic à oreilles d'or           | Picidae         | Forêt atlantique                                   |             |       |
| Pic à tête blonde             | Picidae         | répandu                                            |             |       |
| Pic vert et noir              | Picidae         | répandu                                            |             |       |
| Picumne ocellé                | Picidae         | Caatinga                                           |             |       |
| Picumne ocré                  | Picidae         | Caatinga                                           |             |       |
| Picumne strié                 | Picidae         | Région Sud                                         |             |       |
| Picumne des varzéas           | Picidae         | Forêt amazonienne : varzéas en aval de l'Amazone   |             |       |
| Pione de Maximilien           | Psittacidae     | répandu                                            |             |       |
| Pipit ocré                    | Motacillidae    | sud                                                |             |       |
| Piprite chaperonné            | Tyrannidae      | Forêt atlantique (sud)                             |             |       |
| Porphyrin à bec jaune         | Thraupidae      | répandu                                            |             |       |
| Porte-éventail de Swainson    | Tyrannidae      | Forêts côtières de Serra do Mar                    |             |       |
| Râle des palétuviers          | Rallidae        | Caatinga et Forêt atlantique                       |             |       |
| Râle saracura                 | Rallidae        | Forêt atlantique et Région Sud                     |             |       |
| Saltator à gorge noire        | Thraupidae      | répandu                                            |             |       |
| Saltator olive                | Thraupidae      | répandu                                            |             |       |
| Saphir azuré                  | Trochilidae     | répandu                                            |             |       |
| Saphir à queue d'or           | Trochilidae     | répandu                                            |             |       |
| Sclérure à poitrine rousse    | Furnariidae     | répandu                                            |             |       |
| Sittine à bec fin             | Furnariidae     | Forêt atlantique                                   |             |       |
| Sittine brune                 | Furnariidae     | Forêt atlantique                                   |             |       |
| Sporophile de Belton          | Thraupidae      | Forêt atlantique (sud)                             |             |       |
| Sporophile bouveron           | Thraupidae      | répandu                                            |             |       |
| Sporophile bouvreuil          | Thraupidae      | répandu                                            |             |       |
| Sporophile de Dubois          | Thraupidae      | est                                                |             |       |
| Sporophile à gorge blanche    | Thraupidae      | Caatinga                                           |             |       |
| Sporophile à ventre noir      | Thraupidae      | Forêt atlantique (sud)                             |             |       |
| Synallaxe du Bahia            | Furnariidae     | Bahia                                              |             |       |
| Synallaxe à calotte rousse    | Furnariidae     | sud : forêts de Chusquea                           |             |       |
| Synallaxe du Cipo             | Furnariidae     | Serra do Cipó                                      |             |       |
| Synallaxe écaillé             | Furnariidae     | Forêt amazonienne : en aval de l'Amazone           |             |       |
| Synallaxe à filets            | Furnariidae     | sud : forêts de pin du Paraná                      |             |       |
| Synallaxe de Hellmayr         | Furnariidae     | Caatinga                                           |             |       |
| Synallaxe d'Itatiaia          | Furnariidae     | Parc national d'Itatiaia et massifs environnants   |             |       |
| Synallaxe ocré                | Furnariidae     | Pantanal                                           |             |       |
| Synallaxe pâle                | Furnariidae     | répandu                                            |             |       |
| Synallaxe de Pinto            | Furnariidae     | Forêt atlantique (nord)                            |             |       |
| Synallaxe rayé                | Furnariidae     | Forêts côtières de Bahia                           |             |       |
| Synallaxe de Simon            | Furnariidae     | Cerrado (Goiás)                                    |             |       |
| Synallaxe striolé             | Furnariidae     | Région Sud : forêts de pin du Paraná               |             |       |
| Synallaxe à tête grise        | Furnariidae     | Caatinga                                           |             |       |
| Synallaxe aux yeux oranges    | Furnariidae     | Forêt atlantique (sud) et Région Sud               |             |       |
| Synallaxe aux yeux rouges     | Furnariidae     | Forêt atlantique                                   |             |       |
| Tamatia chacuru               | Bucconidae      | répandu                                            |             |       |
| Tamatia rayé                  | Bucconidae      | Forêt atlantique                                   |             |       |
| Tamatia tamajac               | Bucconidae      | centre/nord-est                                    |             |       |
| Tangara de Berlioz            | Thraupidae      | Amazonie (Mato Grosso) et parc national des Emas   |             |       |
| Tangara brun                  | Thraupidae      | Forêt atlantique                                   |             |       |
| Tangara à épaulettes bleues   | Thraupidae      | Forêt atlantique                                   |             |       |
| Tangara à gorge écarlate      | Thraupidae      | nord-est                                           |             |       |
| Tangara hirundinacé           | Thraupidae      | Cerrado                                            |             |       |
| Tangara orné                  | Thraupidae      | Forêt atlantique                                   |             |       |
| Tangara rougegorge            | Thraupidae      | Forêt atlantique (centre)                          |             |       |
| Tangara sayaca                | Thraupidae      | répandu                                            |             |       |
| Tangara à tête rousse         | Thraupidae      | Forêt atlantique                                   |             |       |
| Tangara unifascié             | Thraupidae      | Cerrado                                            |             |       |
| Tangara viréon                | Thraupidae      | Forêt atlantique                                   |             |       |
| Tétéma de Such                | Formicariidae   | Forêt atlantique                                   |             |       |
| Tinamou carapé                | Tinamidae       | Cerrado                                            |             |       |
| Tinamou noctivague            | Tinamidae       | est                                                |             |       |
| Tinamou oariana               | Tinamidae       | Forêt amazonienne                                  |             |       |
| Petit Tinamou                 | Tinamidae       | centre                                             |             |       |
| Tinamou à petit bec           | Tinamidae       | répandu                                            |             |       |
| Tinamou solitaire             | Tinamidae       | Forêt atlantique                                   |             |       |
| Tinamou vermiculé             | Tinamidae       | répandu                                            |             |       |
| Tocro uru                     | Odontophoridae  | est                                                |             |       |
| Todirostre à joues rousses    | Tyrannidae      | Forêt amazonienne (aire dissoute)                  |             |       |
| Todirostre de Kaempfer        | Tyrannidae      | Forêts côtières de Serra do Mar (sud)              |             |       |
| Todirostre à lunettes         | Tyrannidae      | Forêt atlantique                                   |             |       |
| Todirostre de Miranda         | Tyrannidae      | nord-est                                           |             |       |
| Todirostre de Pelzeln         | Tyrannidae      | Forêt amazonienne (aire dissoute)                  |             |       |
| Todirostre à queue fourchue   | Tyrannidae      | Forêts côtières de Serra do Mar (nord)             |             |       |
| Todirostre à tête grise       | Tyrannidae      | Forêt atlantique                                   |             |       |
| Todirostre de Wied            | Tyrannidae      | Forêt atlantique                                   |             |       |
| Tohi à demi-collier           | Passerellidae   | Forêt atlantique                                   |             |       |
| Tohi du Sao Francisco         | Passerellidae   | Cerrado                                            |             |       |
| Tohi silencieux               | Passerellidae   | répandu                                            |             |       |
| Toui à ailes jaunes           | Psittacidae     | répandu                                            |             |       |
| Toui à ailes variées          | Psittacidae     | Forêt amazonienne                                  |             |       |
| Toui à dos noir               | Psittacidae     | Forêt atlantique                                   |             |       |
| Toui à queue d'or             | Psittacidae     | Forêt atlantique                                   |             |       |
| Toui tirica                   | Psittacidae     | Forêt atlantique                                   |             |       |
| Troglodyte gris               | Troglodytidae   | Forêt amazonienne (ouest)                          |             |       |
| Troglodyte à long bec         | Troglodytidae   | Caatinga et Forêt atlantique                       |             |       |
| Tyran à gorge blanche         | Tyrannidae      | répandu                                            |             |       |
| Tyran à triple bandeau        | Tyrannidae      | répandu                                            |             |       |
| Tyranneau de Becker           | Tyrannidae      | Bahia                                              |             |       |
| Tyranneau bridé               | Tyrannidae      | Cerrado                                            |             |       |
| Tyranneau des campos          | Tyrannidae      | Cerrado                                            |             |       |
| Tyranneau de Cecilia          | Tyrannidae      | Alagoas                                            |             |       |
| Tyranneau à flancs roux       | Tyrannidae      | Cerrado                                            |             |       |
| Tyranneau des Ihering         | Tyrannidae      | Forêts côtières de Serra do Mar                    |             |       |
| Tyranneau de Krone            | Tyrannidae      | Forêt atlantique (sud)                             |             |       |
| Tyranneau de Mendes           | Tyrannidae      | Forêt amazonienne (centre)                         |             |       |
| Tyranneau de Minas Gerais     | Tyrannidae      | Cerrado                                            |             |       |
| Tyranneau d'Oustalet          | Tyrannidae      | Forêt atlantique                                   |             |       |
| Tyranneau à queue aiguë       | Tyrannidae      | Cerrado                                            |             |       |
| Tyranneau de Reiser           | Tyrannidae      | Cerrado                                            |             |       |
| Tyranneau à tête grise        | Tyrannidae      | Forêt atlantique                                   |             |       |
| Tyranneau verdin              | Tyrannidae      | sud                                                |             |       |
| Vireo de Noronha              | Tyrannidae      | Fernando de Noronha                                |             |       |
| Viréon oreillard              | Tyrannidae      | Forêt atlantique                                   |             |       |
| Viréon aux yeux gris          | Tyrannidae      | Cerrado                                            |             |       |